# Tofig Guliyev
Tofig Alakbar oglu Guliyev (en azerí: Tofiq Ələkbər oğlu Quliyev; Bakú, 7 de noviembre de 1917 - Bakú, 4 de octubre de 2000) fue compositor, pianista, director de orquesta y el artista del pueblo de la URSS y de la República Socialista Soviética de Azerbaiyán.

## Vida
Tofig Guliyev nació el 7 de noviembre de 1917, en Bakú. Cuando tenía 12 años, él ingresó en la Academia de Música de Bakú. Tofig estudió en dos facultades - fortepiano (en la clase del profesor I.S.Aysberg) y compositor (en la clase del profesor S.G.Strasser). En la academia se familiarizó con las obras de los grandes clásicos – Johann Sebastian Bach, Ludwig van Beethoven, Piotr Ilich Chaikovski, Franz Schubert y otros compositores. En 1936 el Comité Nacional de Educación de Azerbaiyán envió Tofig Guliyev al Conservatorio de Moscú con el consejo de Uzeyir Hajibeyov.
Los primeros experimentos de Tofig Guliyev en la composición se refieren a principios del año 1930. Desde 1935 Tofig Guliyev comenzó a trabajar como el director de orquesta en el Teatro Académico Estatal de Drama de Azerbaiyán. Tofig Guliyev fue uno de los personajes del arte que tuvo un gran papel en el desarrollo y la popularización del folclore azerbaiyano. Él fue uno de los primeros compositores azerbaiyanos en transcribir las notas de Mugam. 
A partir de los años 1940 Tofig Guliyev empezó a escribir la música para las películas. 
Al mismo tiempo compuso las canciones, dedicadas a la Patria. Desde 1958 Tofig Guliyev trabajó en la Filarmónica Estatal de Azerbaiyán y poco después se convirtió en dircetor de la filarmónica. El compositor participó en las conferencias internacionales y los festivales. Durante muchos años él fue el primer secretario de la Unión de Compositores de Azerbaiyán.  
En los años 1980 y 1990 Tofig Guliyev participó en actividades sociales.
Él murió el 5 de octubre de 2000  y fue enterrado en Bakú, en el Callejón de Honor. El 7 de noviembre de 2017 fue realizada la ceremonia conmemorativa del 100º aniversario del compositor en el Centro Heydar Aliyev.

## Premios
- Orden de la Bandera Roja del Trabajo (1959, 1977)

- Orden de la Amistad de los Pueblos (1987)

- Orden de la Insignia de Honor (1971)

- Medalla de los Trabajadores Distinguidos (1950)

- Medalla Conmemorativa por el Centenario del Natalicio de Lenin